# Elek Ányos
Elek Ányos (Budapest, 1981. június 6. –) magyar színész, rendező, tréner, kaszkadőr, verekedéskoreográfus, táborvezető.

## Pályája
Színházzal, improvizációs színházzal, kommunikációval, gyerekekkel foglalkozó szakember. A színházi világban dolgozik különféle területeken, színészként, kaszkadőrként, rendezőként, trénerként. Az évek folyamán leginkább az improvizációs színház területén mélyedt el. Évek óta tart kommunikációs tréningeket, itthon és külföldön, felnőtteknek és gyerekeknek.
12 éve részt vesz fiatal színészek oktatásában mint mesterségtanár a Pesti Magyar Színiakadémián.
Az alábbi színházakban, műhelyekben tartott különféle tréningeket: Vígszínház, Győri Nemzeti Színház, Weöres Sándor Színház, Kultkikötő Balatonföldvári Szabadtéri Színház, Ördögkatlan Fesztivál, Dumaszínház, Szputnyik Hajózási Társaság, KoMa Társulat, K. V. Társulat, Momentán Társulat, Színház- és Filmművészeti Egyetem, Testnevelési Egyetem. A Veled Kerek csapatának megálmodója, létrehozója és vezetője.

## Tanulmányok
- 1994–2004: Földessy Margit Színjáték- és Drámastúdió
- 1995–2000: Pintér Tamás "Oroszlán" kaszkadőriskolája
- 2002–2004: Kolibri Színház bábszínész II, színész II,
- 2004–2007: Kaposvári Egyetem: Művészeti Főiskolai kar – Színész szak diploma

Lovaglás, vívás, küzdősportok, társastánc, kontakttánc, masszázs, világítás, vágás, jogosítvány

## Tapasztalatok
- 1997–1998: RTL Klub: Jó Reggelt (kikiáltó, rikkancs)
- 1998–2000: RTL Klub: Jó Reggelt Kézműves foglalkozás gyerekeknek (szerkesztő műsorvezető)
- 2002–2004: Kolibri Színház , Budapest színész
- 2005–2007: Csiky Gergely Színház, Kaposvár színész
- 2007– 2010: Nézőpont Színház, Székelyudvarhely, Bukarest, Budapest, színész
- 2010: KoMa Társulat, Budapest tréner
- 2010: Tűzraktér, Budapest Rendező, mozgáskoreográfus
- 2011: K.V. Társulat Budapest, színész, mozgásrendező, tréner
- 2011: Sirály Budapest, színész
- 2012: Gyilkosok!, Budapest társulat vezető, főtréner, színész rendező
- 2012: Ady u 30 Budapest, rendező
- 2012: Weöres Sándor Színház, Szombathely társrendező, mozgás koreográfus, maszk, bábtervező

## Jelenlegi szerződések
- 2012: Dramatrix, Szakmai Tréning Központ, tréner, tréningek kidolgozása
- 2012: PlayGrund, Improvizációs Műhely, rendező, tréner Gozsdu Manó Klub
- 2012: Győri Nemzeti Színház Győr-Beugró műsor tréner Győr.
- 2012: Dumaszínház, Budapest tréner.
- 2012: Vígszínház, Budapest tréner
- 2010: OSZMI, Bajor Gizi Színészmúzeum tréner, színész, rendező
- 2012: Grundszínház színész, rendező, tréner
- 2013: Filmteam tréner, statiszta rendező

## Rendezés
- 2013: Elek: Mesemorzsák, r.: Elek Ányos Grund Színház, Kultkikötő
- 2012: Ovidius, Hefler, Elek Átváltozások, r.: Andrew Hefler, Elek Ányos, Weöres Sándor Színház
- 2012: Elek: Gyilkosok! Improvizáció életre-halálra, r.: Elek Ányos
- 2012: Ady, Egger, Porogi, Elek: Ki látott engem?, r.: Elek Ányos Óvóhelyszínház
- 2012: Keith Johnstone Maisrto!, r.: Andrew Hefler, Iványi Marcell, Elek Ányos
- 2010: Müller Péter: A vihar kapujában, r.: Elek Ányos bábtervező, Tűzraktér
- 2007: Elek–La Fontaine: Bőröndmesék, r.: Elek Ányos, Székelyudvarhely, Bajor Gizi, Színészmúzeum, OSZMI
- 2002: Ternovszky–Nepp: Macskafogó, r.: Elek Ányos, Kosztra Gábor Jókai Klub

## Kaszkadőrszerepek, színpadi verekedések rendezése
- 2013: Hanok Levin : Átutazók, r.: Eszenyi Enikő, mozgás- és maszktréner, Vígszínház
- 2012: Brect : Jóembert keresünk, r.: Michal Dočekal, mozgás- és maszktréner, Vígszínház
- 2012: Ovidius, Hefler, Elek Átváltozások, r.: Andrew Hefler, Elek Ányos verekedés koreográfia: Elek Ányos Weöres Sándor Színház Szombathely
- 2011: Dražen Šivak, Róbert J., Kristóf B., : Erőszak, r.: Dražen Šivak verekedés-koreográfia: Elek Ányos, Sputnyik, MU színház
- 2011: Saara Turunen : Nyuszi lány R Alexis Meaney Sirály verekedés koreográfia: Elek Ányos
- 2010: Szabó : Veszedelmes, r.: Szabó Szonja, verekedés-koreográfia: Elek Ányos (titkos lakás)
- 2010: John Arden: Élnek, mint a disznók, r.: Göttinger Pál, verekedés-koreográfia: Elek Ányos, Szputnyik
- 2010: Veszedelmes... Llacros sugárút 69. író, rendező: Szabó Csilla, verekedés-koreográfia: Elek Ányos Tűzraktér
- 2007: Lorca: Bernalda Alba Háza (Maria Jozefa), r.: Vékes Csaba, verekedés-koreográfia: Elek Ányos (főiskola)
- 2005: Jedi Tábor, író, rendező: Bogdán Attila (ablakból kieső férfi) kaszkadőr: Elek Ányos
- 2004: Cabaret (náci katona, zsidó), r.: Földessy Margit, verekedés-koreográfia: Elek Ányos, Jókai Klub, IBS
- 2004: Schisgal: Szerelem, ó!, r.: Czeizel Gábor, verekedés-koreográfia: Elek Ányos
- 2004: Ternovszky–Nepp: Macskafogó (Budy), r.: Elek Ányos, Kosztra Gábor, verekedés-koreográfia: Elek Ányos, Jókai Klub, IBS
- 2003: Egressy: Fafeye a tengerész (kikiáltó), r.: Pelsőczy Réka, verekedés-koreográfia: Gyöngyösi Tamás
- 2003: commedia dell' arte A három megesett lány esete (Arlecchino) R. Árkosi Árpád vívás koreográfia. Elek Ányos Kolibri Pince
- 2002: Wilson: Kéretik elégetni:, r.: Halasi Dani, verekedés-koreográfia: Elek Ányos, Jókai Klub, IBS
- 2000: Cabaret (náci katona, zsidó), r.: Földessy Margit, verekedés-koreográfia: Pintér Tamás "Oroszlán", Jókai Klub, IBS
- 1997: Szomszédok (bankrabló) verekedés-koreográfia: Bujtor István

## Főbb szerepek
- 2012: Elek: Gyilkosok! Improvizáció életre halálra (színész, játékmester)R: ElekÁnyos, Momentán
- 2012: Elek: Mesemorzsák (mesélő, játékmester), r.: Elek Ányos Grund Színház, Kúltkikőtő
- 2012: Keith Johnstone Maisrto! (Maisrto)R: Andrew Hefler, Iványi Marcell Grund Színház
- 2012: 7 fő bűn (kevélység) R: Andrew Hefler, Grund Színház
- 2012: Food Film Fighters (színész király) R: Andrew Hefler, Grund Színház
- 2011: Diaz: Keterc meccs (imprószínész), r.: Andrew Hefler, Grund Színház
- 2007: Elek–La Fontaine: Bőröndmesék (mind a 32 szereplő), r.: Elek Ányos Budapest
- 2011: S. Turunen : Nyuszilány (handsome), r.: Alexis Meaney Sirály
- 2010: Juhász K. Kitin Klán a kertbe megy (János), r.: Juhász Kristóf K.V: Társulat
- 2009: Party (a születésnapos), r.: Andrei Grusu A Nézőpont Színház és a Bukaresti Színművészeti Egyetem közös előadása.
- 2008: G.B Shaw: Szent Johanna (VII. Károly), r.: Hargitai Iván, tatabányai Jászai Mari Színház, Merlin Színház, Nézőpont Színház
- 2008: Commedia dell' arte (Arlecchino), r.: Simon Balázs, Andrea Collavino – Utcaszak, Poszt Off
- 2007: Bertold Brecht: Koldusopera (Bicska maxi) Csiky Gergely Színház, r.: Znamenák István
- 2007 John Arden: Élnek, mint a disznók (Tengerész), r.: Rusznyák Gábor
- 2007: Lorca: Bernalad Alba Háza (Maria Jozefa), r.: Vékes Csaba – Főiskola
- 2007: Dennis Kelly: Love and Money (Duncan), r.: Göttinger Pál, székelyudvarhelyi Nézőpont Színház, Merlin, Poszt
- 2006: Carl Orff: Carmina Burana (táncos) Csiky Gergely Színház, r.: Znamenák István, Uray Péter
- 2005: Csehov: Medve (Szmirnov, Grigorij Sztyepanovics), r.: Kelemen József
- 2004: Ternovszky–Nepp: Macskafogó (Budy), r.: Elek Ányos, Kosztra Gábor Jókai Klub, IBS
- 2003: Commedia dell' arte: A három megesett lány esete (Arlecchino) R. Árkosi Árpád Kolibri Pince
- 2003: If – avagy mi lenne ha... (táncos, főnök), r.: Gyevi-Bíró Eszter Kolibri Pince
- 2001: Friedrich Knott: Várj, míg sötét lesz (Croker felügyelő), r.: Földessy Margit Jókai Klub, IBS
- 2000: Ray Cooney : Páratlan páros (Potrerhause felügyelő), r.: Földessy Margit Jókai Klub, IBS
- 2000: Mauris: Hotel Thanathos (Arkangyal), r.: Földessy Margit Jókai Klub, IBS
- 1999: Presser–Adamis: Popfesztivál (rendőr, kopasz, néger), r.: Földessy Margit Jókai Klub, IBS
- 1999: Shakespeare: Szentivánéji álom (Puch, Zuboly), r.: Földessy Margit Jókai Klub, IBS
- 1995 Neil Simon: Nagymama soha (Arty), r.: Karinthy Márton Karinthy Színház
- 1994: Erich Kästner: Május 35 (Konrád), r.: Horváth Péter Kolibri Színház
- 2000 óta rendszeresen vásári és egyéb népi bolondságok játszása , műsorvezetés, falunapok, citadella egész nyár Bartha Tóni bábszínháza *Bajor Gizi Színészmúzeum, OSZMI, Múzeumok Éjszakája, stb....

## Film, tv, reklám
Főbb szerepek: 
- 2024: …a szomszéd tehene
- 2022: Hotel Margaret
- 2019: Tóth János
- 2013: Bionáde Németország
- 2013: Hacktion: Újratöltve (István az autó szerelő), r.: Fonyó Gergely MTV1
- 2011: Boldogság, r.: Deák Kristóf (férfi) Szfe
- 2010: Pannon reklám, r.: Pacolay Béla
- 2008: Circus Insomnia (vidám bohóc) író, r.: Ádám György
- 2008: Red Bull Mozifanatikusok Éjszakája (reklám főszereplő, síró apa), r.: Radics Balázs
- 2007–2008: M1 GSX-R Kupa (gyártásvezető, segédvágó, asszisztens), r.: Zorkóczy Krisztián
- 2004–2011: Táboroztatók Országos Egyesülete T.O.E. (Szóvivő)
- 2000: TV2 Gyerekszáj – (állandó meghívott műsorvezető)
- 1999: CBS Mary, Mother of Jesus (Joel), r.: Kevin Connor
- 1997–1998: RTL Klub: Jó Reggelt (kikiáltó, rikkancs)
- 1998–2000: RTL Klub: Jó Reggelt, Kézműves foglalkozás gyerekeknek (szerkesztő műsorvezető)
- 1997: Szomszédok (epizódszereplő, bankrabló), r.: Bujtor István

### Díszlet-, jelmez-, báblátványterv
- 2013 Elek: Mesemorzsák, r.: Elek Ányos látvány, fény, bábtervező, Grundszínház
- 2012 Makra: Én-ek!, r.: Vargha Kriszta , bábtervező Színház és Filmművészeti Egyetem
- 2012 Keith Johnstone: Maisrto!, r.: Andrew Hefler, Iványi Marcell Elek Ányos , bábtervező, látványtervező, fénytervező Grund színház
- 2012: Elek: Gyilkosok, Improvizáció életre-halálra, r.: Elek Ányos, bábtervező, társlátványtervező
- 2012: Ovidius, Hefler, Elek Átváltozások, r.: Andrew Hefler, Elek Ányos Maszk, báb Weöres Sándor Színház Szombathely
- 2010: Müller Péter: A vihar kapujában, r.: Elek Ányos bábtervező, Tűzraktér
- 2009: 11ig Mienk Itt a Tábor teljes kampánya, honlapterv, plakát, stb nyári lebonyolítás helyszínei
- 2008: L. Pirandello: Nem tudni, hogyan, r.: Hargitai Iván, látvány, plakát, flyer, jelmez, díszlet, fény, kivitelezés, Nézőpont Színház
- 2007: Elek-La Fontaine: Bőröndmesék, r.: Elek Ányos bábfigurák, jelmez, díszlet tervezése és kivitelezése
- 2005: MIAT tábor ógörög látványterv és kivitelezés
- 2004: Ternovszky-Nepp: Macskafogó, r.: Elek Ányos, Kosztra Gábor, díszlet, jelmez, flyer tervezése és kivitelezése

### Egyéb
- 2008: commedia dell’ arte workshop résztvevő (Simon Balázs, Andrea Collavino)
- 1998–napjainkig: táborvezető, -szervező (people team, MIAT, Deák Diák, Szivárványtábor)
- 2001–2002: Drámatanár, Deák Diák Általános Iskola
- 1995: Az Unicef Gyermektanácsadó Testületének egyik alapító tagja,

## Díjak
- 2005: Carl Orff: Carmina Burana – Közönségdíj – POSZT off program
- 2008: Dennis Kelly: Love and Money: POSZT versenyprogram

- 2019: Szeretett Vezérünk mozgás Bemutató 2019. szeptember 26.
- 2018: Az ezeregyéjszaka másnapján színész Bemutató 2018. március 14.
- 2018: Alíz Csodaországban mozgás Bemutató 2018. november 17.
- 2016: Rozsda lovag és Fránya Frida színész Bemutató 2016. szeptember 10.
- 2016: Földrengés Londonban rendező munkatársa Bemutató 2016. április 1.
- 2016: Zuhanás közben szereplő
- 2016: 56 vszak rendező Bemutató 2016. november 27.
- 2016: A hullám színész
- 2015: A habozó türelmetlen rendező Bemutató 2015. február 13.
- 2015: Castel Felice rendező munkatársa
- 2015: A hülyéje mozgás Bemutató 2015. január 17.
- 2015: Ördögök színész
- 2015: Jézus Krisztus szupersztár színész Bemutató 2015. november 13.
- 2014: Love and Money rendező munkatársa
- 2014: Vonalhúzás mozgás Bemutató 2014. május 16.
- 2014: Rév Fülöp mozgás Bemutató 2014. október 11.
- 2014: Psyhé-Liorona rendező Bemutató 2014. június 16.
- 2014: Bőröndmesék színész
- 2014: A szerelem halottja rendező
- 2012: Gyilkosok – Improvizáció életre-halálra író
- 2010: Pöttyös Panni az iskolában színész Bemutató 2010. október 9.
- 2010: Élnek, mint a disznók munkatárs Bemutató 2010. április 10.
- 2010: Nyuszilány színész
- 2010: Bőrönd mesék bábos
- 2010: A Kitin Klán a Kertbe megy színész Bemutató 2010. október 24.
- 2009: Party színész Bemutató 2009. november 12.
- 2008: Szent Johanna színész Bemutató 2008. október 31.
- 2007: Bernarda Alba háza színész
- 2007: Koldusopera színész Bemutató 2007. február 16.
- 2007: Egy, kettő, három színész
- 2003: If… avagy mi lenne, ha… táncos Bemutató 2003. május 23.
- 2003: A gyapotmezők magányában munkatárs Bemutató 2003. augusztus 3.
- 2003: A három megesett lány esete színész Bemutató 2003. április 24.